# Мортон, Генри Воллам
Ге́нри Канова Воллам Мортон (англ. Henry Canova Vollam Morton, 25 июля 1892, Эштон-андер-Лайн — 18 июня 1979, Кейптаун) — британский журналист и путешественник.

## Биография
Родился в семье журналиста, редактора «Бирмингем мейл». Уже во время учёбы в бирмингемской школе короля Эдуарда он выказывал заметный интерес к египтологии. После окончания школы юный Мортон, вопреки мнению родителей, вместо поступления в университет избрал журналистскую стезю.
Через два года, в 1912 году, он стал помощником редактора местной газеты. Затем Мортон перебрался в Лондон, где и прошла большая часть его журналистской карьеры в Англии: вначале он был репортером в лондонской «Дейли мэйл», после Первой мировой войны работал в «Ивнинг стандард», а с 1921 года — в «Дейли экспресс». Во время войны Генри Мортон окончил кавалерийскую школу и служил в Уорикширском йоменском полку, но участия в боевых действиях не принимал.
Широкую известность в мире Генри Мортон приобрел в 1923 году: он оказался в числе трех журналистов, присутствовавших на вскрытии гробницы Тутанхамона археологом Говардом Картером, и сумел своим репортажем с раскопок в Египте опередить статью корреспондента официальной «Таймс». Лорд Карнарвон передал эксклюзивные права на освещение раскопок в «Таймс», значительно досадив другим газетным изданиям и журналистам, потерявших возможность писать репортаж с места событий. Эта ситуация впоследствии во многом способствовала публикации в газетах сообщений о проклятии фараонов, отчасти из желания досадить лорду, отчасти из-за нехватки и неверной трактовки получаемых сведений.
В «Дейли экспресс» журналист начал регулярно публиковать «виньетки» о жизни Лондона и истории города. Вскоре этот своеобразный «сериал» стал очень популярным и впоследствии лег в основу его первой книги — «Душа Лондона», вышедшей в июне 1925 года и продолженной в 1926 году ещё четырьмя: «Лондонский год», «Лондон», «Чары Лондона», «Ночи Лондона».
Окрыленный успехом этих книг Генри Мортон начал путешествие, о котором столько мечтал: на своем «моррисе» он отправился по Англии, побывав в самых отдаленных её уголках. Из этих поездок возникла книга «В поисках Англии» (1927), а свой рассказ о Британских островах «эпохи последней империи» писатель продолжил книгами «Зов Англии» (1928), «Земля викингов» (1928), «В поисках Ирландии» (1929), «В поисках Шотландии» (1930), «В поисках Уэльса» (1932). В то же время Генри Мортон не оставил журналистику, будучи в 1931—1942 годах специальным корреспондентом «Дейли геральд».
Новый этап творчества Мортона начался, когда он принял предложение издателей написать книгу о путешествии по Святой Земле. Результатом стала книга «По следам Учителя» (1934), возглавившая список бестселлеров 1935 года и проданная тиражом свыше миллиона экземпляров. Ближнему Востоку посвящены также «По следам святого Павла» (1936) и «Святая Земля. Путешествие по библейским местам» (1938). Писатель побывал в Палестине, Сирии, Ираке, Египте, Турции и Греции, на островах Мальта, Кипр и Родос. Во время начавшейся вскоре Второй мировой войны отрывки из этих трех книг были собраны в сборник «Ближний Восток», изданный специально для воинских частей, расквартированных в этом регионе. В августе 1941 года Мортон стал свидетелем исторического события состоявшейся возле Ньюфаундленда встречи Черчилля и Рузвельта и подписания ими Атлантической хартии. Об этом он рассказал в статье «Встреча в Атлантике» (1943).
В 1947 году Генри Мортон перебрался в Южную Африку и обосновался неподалеку от Кейптауна, а через год на свет появилась книга «В поисках Южной Африки». В 1951 году, подводя своеобразный итог многолетним заметкам о любимом городе, он опубликовал книгу «В поисках Лондона» («Прогулки по столице мира»). В дальнейшем писатель обратил заинтересованный взор на Испанию и Италию, рассказав о своих впечатлениях в книгах «Путешествия по Испании» (1955), «Рим. Прогулки по Вечному городу» (1957), «От Милана до Рима. Прогулки по Северной Италии» (1964), «От Рима до Сицилии. Прогулки по Южной Италии» (1969).

## Награды
Член Королевского общества литературы, командор греческого ордена Феникса (1937) и кавалер ордена «За заслуги перед Итальянской Республикой» (1965).

## Смерть
Генри В. Мортон скончался в возрасте 86 лет 19 июня 1979 года. Прах писателя был развеян в Англии.